# Vermenton
Vermenton és un municipi francès, situat al departament del Yonne i a la regió de Borgonya - Franc Comtat. L'any 2007 tenia 1.203 habitants.

## Demografia

### Població
El 2007 la població de fet de Vermenton era de 1.203 persones. Hi havia 528 famílies, de les quals 200 eren unipersonals (100 homes vivint sols i 100 dones vivint soles), 172 parelles sense fills, 112 parelles amb fills i 44 famílies monoparentals amb fills.
La població ha evolucionat segons el següent gràfic:
Habitants censats

### Habitatges
El 2007 hi havia 758 habitatges, 542 eren l'habitatge principal de la família, 120 eren segones residències i 96 estaven desocupats. 656 eren cases i 99 eren apartaments. Dels 542 habitatges principals, 374 estaven ocupats pels seus propietaris, 147 estaven llogats i ocupats pels llogaters i 21 estaven cedits a títol gratuït; 8 tenien una cambra, 49 en tenien dues, 122 en tenien tres, 149 en tenien quatre i 214 en tenien cinc o més. 270 habitatges disposaven pel capbaix d'una plaça de pàrquing. A 277 habitatges hi havia un automòbil i a 157 n'hi havia dos o més.

### Piràmide de població
La piràmide de població per edats i sexe el 2009 era:
| Homes | Edats   | Dones |
| ----- | ------- | ----- |
| 0     | 95 o +  | 12    |
| 0     | 90 a 94 | 12    |
| 4     | 85 a 89 | 32    |
| 8     | 80 a 84 | 16    |
| 40    | 75 a 79 | 52    |
| 48    | 70 a 74 | 36    |
| 28    | 65 a 69 | 56    |
| 32    | 60 a 64 | 32    |
| 20    | 55 a 59 | 32    |
| 36    | 50 a 54 | 28    |
| 48    | 45 a 49 | 40    |
| 20    | 40 a 44 | 28    |
| 32    | 35 a 39 | 28    |
| 48    | 30 a 34 | 68    |
| 32    | 25 a 29 | 24    |
| 4     | 20 a 24 | 36    |
| 32    | 15 a 19 | 16    |
| 32    | 10 a 14 | 36    |
| 32    | 5 a 9   | 48    |
| 32    | 0 a 4   | 40    |

## Economia
El 2007 la població en edat de treballar era de 689 persones, 487 eren actives i 202 eren inactives. De les 487 persones actives 452 estaven ocupades (232 homes i 220 dones) i 35 estaven aturades (12 homes i 23 dones). De les 202 persones inactives 94 estaven jubilades, 39 estaven estudiant i 69 estaven classificades com a «altres inactius».

### Ingressos
El 2009 a Vermenton hi havia 550 unitats fiscals que integraven 1.175,5 persones, la mediana anual d'ingressos fiscals per persona era de 17.195 €.

### Activitats econòmiques
Dels 98 establiments que hi havia el 2007, 3 eren d'empreses extractives, 2 d'empreses alimentàries, 2 d'empreses de fabricació d'altres productes industrials, 13 d'empreses de construcció, 17 d'empreses de comerç i reparació d'automòbils, 3 d'empreses de transport, 7 d'empreses d'hostatgeria i restauració, 9 d'empreses financeres, 4 d'empreses immobiliàries, 16 d'empreses de serveis, 12 d'entitats de l'administració pública i 10 d'empreses classificades com a «altres activitats de serveis».
Dels 35 establiments de servei als particulars que hi havia el 2009, 1 era una oficina d'administració d'Hisenda pública, 1 gendarmeria, 1 oficina de correu, 3 oficines bancàries, 3 funeràries, 2 tallers d'inspecció tècnica de vehicles, 1 autoescola, 2 paletes, 2 guixaires pintors, 3 fusteries, 2 lampisteries, 3 electricistes, 2 perruqueries, 1 veterinari, 3 restaurants, 3 agències immobiliàries i 2 tintoreries.
Dels 9 establiments comercials que hi havia el 2009, 1 era un hipermercat, 2 botiges de menys de 120 m², 2 fleques, 1 una fleca, 1 una peixateria i 2 floristeries.
L'any 2000 a Vermenton hi havia 10 explotacions agrícoles.

## Equipaments sanitaris i escolars
El 2009 hi havia 1 farmàcia i 1 ambulància.
El 2009 hi havia 1 escola maternal i 1 escola elemental. Vermenton disposava d'un col·legi d'educació secundària amb 299 alumnes.

## Poblacions més properes
El següent diagrama mostra les poblacions més properes.